# オーティス・グラント
オーティス・グラント（Otis Grant、1967年12月23日 - ）、カナダのプロボクサー、ジャマイカセント・アン教区生まれ。元WBO世界ミドル級王者。

## 来歴
1988年11月29日、プロデビュー戦。4回3-0（3者共40-35）で判定勝ち。
1989年6月16日、フレッド・ジョンソンと対戦し初回KO勝ち。
1990年10月2日、クノウ・ブラウンと対戦し6回TKO勝ち。

### WBCスーパーミドル級王座
1991年3月18日、WBCインターナショナルスーパーミドル級王座決定戦でジャイミー・オレンバーガーと対戦し3回TKO勝ちでWBC世界スーパーミドル級王座を獲得した。
1991年9月27日、メモリアル・アリーナでカナダミドル級王者ダン・シェリーと対戦し7回終了時棄権でミドル級王座を獲得した。
1992年3月17日、モントリオールのフォーラムでトッド・ナドンと対戦し3回2分26秒TKO勝ちで初防衛した。

### NABFミドル級王座
1992年9月28日、ギルベルト・バピストとNABF北米ミドル級王座決定戦で対戦し12回3-0（118-111、115-113、116-112）の判定勝ちで王座獲得した。
1992年12月8日、ロン・コリンズと対戦し12回3-0（2者が117-111、119-109）の判定勝ちで初防衛した。
1993年8月3日、ブレット・ラリーと対戦し4回1分28秒TKO勝ちで2度目の防衛となった。
1993年10月5日、ウィーリー・モンローと対戦し12回3-0（2者が118-110、119-109）の判定勝ちを収め3度目の防衛となった。
1994年3月15日、ボストンでクィンシー・テイラーと対戦し、12回2分38秒KO負けで4度目の防衛に失敗し王座を失った。
1995年10月10日、デリック・ジェイムスとNABF北米ミドル級王座決定戦で対戦し11回1分9秒故意のローブローによる失格勝ちで王座獲得した。
1996年1月15日、ジャームス・グリーンと対戦し12回TKO勝ちで初防衛した。
1996年6月18日、ロドニー・トニーと対戦し12回2-0（118-110、117-111、114-114）の判定勝ちで2度目の防衛に成功した。
1997年7月27日、ダニー・ガルシアと対戦し7回TKO勝ちで3度目の防衛に成功した。

### WBO世界ミドル級王座
WBO世界ミドル級王座については最初の挑戦はダニー・ガルシア戦の4ヶ月前となる1997年3月に行われている。また、王座獲得後は1998年11月にWBO世界王座在位のままWBA・WBC世界ライトヘビー級王座に挑んだが敗北し試合後にWBO世界ミドル級王座を返上となり、2階級制覇に失敗した。
1997年3月4日、ラスベガスのザ・アラジンでWBO世界ミドル級王者ロニー・ブラッドリーと対戦し12回1-1（113-115、115-113、114-114）の引き分けに終わり王座獲得に失敗した。
1997年12月13日、シェフィールドのポンズ・フォージ・アリーナでロニー・ブラッドリーの返上に伴い空位となったWBO世界ミドル級王座決定戦でブライアン・ローズと対戦し12回3-0（2者が115-113、115-114）の判定勝ちで王座獲得に成功した。
1998年5月12日、エーネスト・ラファエル・セナと対戦し9回1分57秒3-0（3者ともに80-71）の負傷判定勝ちを収め初防衛に成功した。
1998年11月14日、WBA・WBC世界ライトヘビー級王者ロイ・ジョーンズ・ジュニアと対戦。6回と10回にダウンを奪われ最後はタオル投入で試合終了、10回1分18秒TKO負け。

### 5年ぶりの復帰戦以降
1998年11月以降は5年のブランクがあり、2003年11月に復帰戦を行った。
2003年11月22日、5年ぶりの復帰戦として、元世界2階級制覇王者ディンガン・トベラと対戦し6回にダウンを奪い一方的に試合を支配するもKOすることはできず8回3-0（3者ともに80-71）の判定勝ち。
2004年9月11日、カナダスーパーミドル級王者マーク・ウーアイノンと対戦し10回3-0（97-93、2者が98-92）の判定勝ちを収めカナダ王座の2階級制覇を達成した。
2004年12月11日、ハンリー・ポラスとWBCインターナショナルスーパーミドル級王座決定戦で対戦し12回3-0（116-113、2者が118-110）の判定勝ちで王座獲得に成功した。
2005年3月12日、ナダー・ハムダンと対戦し12回3-0（2者が119-108、118-109）の判定勝ちを収め初防衛に成功した。
2005年6月18日、チャールズ・アダマと対戦し12回3-0（117-111、116-112、115-112）の判定勝ちを収め2度目の防衛に成功した。
2006年4月8日、リブラド・アンドラーデとミッケル・ケスラーへの挑戦権をかけて対戦し7回終了時棄権でケスラーへの挑戦権獲得に失敗したのを最後に現役を引退した。

## 獲得タイトル
- WBCインターナショナルスーパーミドル級王座
- カナダミドル級王座
- NABF北米ミドル級王座
- WBO世界ミドル級王座（防衛1=剥奪）
- カナダスーパーミドル級王座
- WBCインターナショナルスーパーミドル級王座